# Црква Рождества Пресвете Богородице у Дрежници
Црква Рождества Пресвете Богородице је православна црква у Дрежници, код Огулина. Црква је део епархије горњокарловачке Српске православне цркве.

## Историјат цркве
Срби су се населили у Дрежницу у 17. веку. По досељењу подигли су дрвене цркве у центру Дрежнице, у Кракару и Николићима. Године 1842. завршена је и освећена православна црква Рождества Пресвете Богородице у центру Дрежнице. До 1940. године, парохију дрежничку су опслуживала по два свештеника. Последњи су били Милош и Ђорђе Жутић. Црква је уништена у Другом светском рату. Партизани су звоник минирали и срушили почетком 1942. године уз негодовање сеоских жена, а остали део цркве је спаљен 1944. године. Након рата остале су само рушевине. Локалног православног свештеника Ђорђа Жутића убила је УДБА 24. марта 1946. године.
Због неповољне политичке климе, конкретна иницијатива за обнову цркве започета је тек 1988. године. Обнову са иницијативним одбором, према пројекту архитекте Предрага Пеђе Ристића започео је свештеник Миле Перенчевић. Почетни радови започели су 1989. и трајали су до 1991. године. Године 1993. године поновну иницијативу за изградњу храма покреће свештеник Милош Орељ, парох дрежнички. На храму је обновљен звоник, који је са новим звонима осветио епископ далматински и администратор епархије горњокарловачке г. Фотије 21. септембра 2001. године а купола и сводови завршени су 2010. године.